# IL VENTO E LE ROSE イルベントエレローゼ 愛するということ
『IL VENTO E LE ROSE イルベントエレローゼ 愛するということ』（ 英：The Awakening of Love ）は、2009年5月に公開された日本・イタリア合作映画。原作は叶恭子のエッセイ『トリオリズム』。叶恭子初主演映画。

## キャスト
- KOKO：叶恭子
- ジョルジャ：マリア・コッキャレッラ・アリスメンディ
- ジョルジャの祖母：ラファエッラ・パニーキ
- 紳士：アントニオ・マテシッチ
- アンドレア：アレッサンドロ・カラブロ